# سيرجي خوروجي
سيرجي خوروجي (5 أكتوبر 1941 في سكوبين - 22 سبتمبر 2020)، هو فيزيائي وفيلسوف ومترجم اللاهوت سوفيتي - روسي.